# Phelotrupes insulanus
Phelotrupes insulanus är en skalbaggsart som beskrevs av Henry Fuller Howden 1965. Phelotrupes insulanus ingår i släktet Phelotrupes och familjen tordyvlar. Inga underarter finns listade i Catalogue of Life.